# من گیلدا هستم
من گیلدا هستم، یک فیلم محصول آرژانتین در ژانر درام-زندگینامه محصول سال ۲۰۱۶ به است. این فیلم زندگینامه گیلدا، ترانه‌سرا و خواننده آرژانتینی با بازیگری ناتالیا اوریرو است.

## خلاصه داستان
این فیلم روایت زندگی گیلدا در دوران نوجوانی و بزرگسالی او است.

## بازیگران
- ناتالیا اوریرو در نقش گیلدا (دوران بزرگسالی)
- آنجلا تورس در نقش گیلدا (دوران نوجوانی)
- خاویر درولاس
- لاتارو دلگادو
- سوزانا پامپین
- رلی سرانو
- دنیل ملینگو
- دانیل والنسوئلا

## دیگر عوامل
کارگردان: لورنو مونیوز
تصویربرداری: دنیل ارتگا
تدوین: ارنستو فلدر و الخاندرو برودرسن
طراحی لباس: خولیو سوارز
صدابرداری: لئاندرو دلورنو
موسیقی: پدرو اونتو
طراح صحنه: آلبرتو موسیا

## جوایز
| سال  | جشنواره                           | رده                          | گیرنده                         | نتیجه |
| ---- | --------------------------------- | ---------------------------- | ------------------------------ | ----- |
| ۲۰۱۷ | آکادمی سینما، هنر و علوم آرژانتین | بهترین فیلم                  | من گیلدا هستم                  | نامزد |
| ۲۰۱۷ | آکادمی سینما، هنر و علوم آرژانتین | بهترین کارگردانی             | لورنو مونیوز                   | نامزد |
| ۲۰۱۷ | آکادمی سینما، هنر و علوم آرژانتین | بهترین بازیگر نقش اول زن     | ناتالیا اوریرو                 | برنده |
| ۲۰۱۷ | آکادمی سینما، هنر و علوم آرژانتین | بهترین بازیگر مرد نقش مکمل   | خاویر درولاس                   | نامزد |
| ۲۰۱۷ | آکادمی سینما، هنر و علوم آرژانتین | بهترین بازیگر مرد نقش مکمل   | رلی سرانو                      | نامزد |
| ۲۰۱۷ | آکادمی سینما، هنر و علوم آرژانتین | بهترین تصویربرداری           | دنیل ارتگا                     | نامزد |
| ۲۰۱۷ | آکادمی سینما، هنر و علوم آرژانتین | بهترین تدوین                 | ارنستو فلدر و الخاندرو برودرسن | نامزد |
| ۲۰۱۷ | آکادمی سینما، هنر و علوم آرژانتین | بهترین کارگردانی هنری        | دنیل گیملبرگ                   | نامزد |
| ۲۰۱۷ | آکادمی سینما، هنر و علوم آرژانتین | بهترین طراحی لباس            | خولیو سوارز                    | برنده |
| ۲۰۱۷ | آکادمی سینما، هنر و علوم آرژانتین | بهترین صدابرداری             | لئاندرو دلورنو                 | برنده |
| ۲۰۱۷ | آکادمی سینما، هنر و علوم آرژانتین | بهترین موسیقی                | پدرو اونتو                     | برنده |
| ۲۰۱۷ | آکادمی سینما، هنر و علوم آرژانتین | بهترین طراحی صحنه            | آلبرتو موسیا                   | برنده |
| ۲۰۱۷ | انجمن منتقدان سینمای آرژانتین     | بهترین فیلم                  | من گیلدا هستم                  | نامزد |
| ۲۰۱۷ | انجمن منتقدان سینمای آرژانتین     | بهترین کارگردانی             | لورنو مونیوز                   | برنده |
| ۲۰۱۷ | انجمن منتقدان سینمای آرژانتین     | بهترین فیلمنامه              | لورنو مونیوز و تامارا وینیز    | نامزد |
| ۲۰۱۷ | انجمن منتقدان سینمای آرژانتین     | بهترین بازیگر نقش اول زن     | ناتالیا اوریرو                 | برنده |
| ۲۰۱۷ | انجمن منتقدان سینمای آرژانتین     | بهترین بازیگر مرد نقش مکمل   | خاویر درولاس                   | برنده |
| ۲۰۱۷ | انجمن منتقدان سینمای آرژانتین     | بهترین بازیگر مرد نقش مکمل   | لاتارو دلگادو                  | نامزد |
| ۲۰۱۷ | انجمن منتقدان سینمای آرژانتین     | بهترین تدوین                 | الخاندرو برودرسن               | برنده |
| ۲۰۱۷ | انجمن منتقدان سینمای آرژانتین     | بهترین تصویربرداری           | دنیل ارتگا                     | نامزد |
| ۲۰۱۷ | انجمن منتقدان سینمای آرژانتین     | بهترین صدابرداری             | لئاندرو دلورنو                 | برنده |
| ۲۰۱۷ | انجمن منتقدان سینمای آرژانتین     | بهترین کارگردانی هنری        | دنیل گیملبرگ                   | نامزد |
| ۲۰۱۷ | انجمن منتقدان سینمای آرژانتین     | بهترین طراحی لباس            | خولیو سوارز                    | برنده |
| ۲۰۱۷ | انجمن منتقدان سینمای آرژانتین     | بهترین طراحی صحنه            | آلبرتو موسیا                   | برنده |
| ۲۰۱۷ | جشنواره پلاتینیو                  | بهترین عملکرد زن             | ناتالیا اوریرو                 | نامزد |
| ۲۰۱۷ | جشنواره پلاتینیو                  | بهترین بازیگر از دید مخاطبان | ناتالیا اوریرو                 | برنده |